# Ahvenjärvet (sjöar i Finland, Lappland, lat 67,00, long 28,02)
Ahvenjärvi eller Ahvenjärvet är sjöar i Finland. De ligger i kommunen Salla i landskapet Lappland, i den norra delen av landet, 800 km norr om huvudstaden Helsingfors. Ahvenjärvi ligger 201 meter över havet. Arean är 1,1 hektar och strandlinjen är 0,39 kilometer lång. Sjön  ingår i Kemi älvs huvudavrinningsområde. 